# Seznam narodnih herojev Jugoslavije (Č)
Seznam narodnih herojev Jugoslavije, katerih priimki se začnejo na črko Č.

## Seznam
- Marijan Čavić (1915–1941), za narodnega heroja proglašen 27. novembra 1953.
- Miloš Čavić (1918–1942), za narodnega heroja proglašen 5. julija 1952.
- Đuro Čagorović (1904–1987), z redom narodnega heroja odlikovan 27. novembra 1953.
- Rudi Čajavec (1911–1942), za narodnega heroja proglašen 20. decembra 1951.
- Miodrag Čajetinac Čajka (1921–1943), za narodnega heroja proglašen 07. julija 1953.
- Milan Čakširan (1908–1943), za narodnega heroja proglašen 20. decembra 1951.
- Dušan Čalić Cule (1918–1993), z redom narodnega heroja odlikovan 23. julija 1952.
- Mihajlo Čvoro (1907–1942), za narodnega heroja proglašen 20. decembra 1951.
- Jusuf Čevro (1914–1941), za narodnega heroja proglašen 23. julija 1952.
- Zdravko Čelar (1917–1942), za narodnega heroja proglašen 7. avgusta 1942.
- Milovan Čelebić (1914–1943), za narodnega heroja proglašen 10. julija 1953.
- Milan Česnik (1920–1942), za narodnega heroja proglašen 27. novembra 1953.
- Tončka Čeč Olga (1896–1943), za narodnega heroja proglašena 21. julija 1953.
- Jandro Čipor (1902–1941), za narodnega heroja proglašen 27. novembra 1953.
- Janko Čmelik (1905–1942), za narodnega heroja proglašen 25. oktobra 1943.
- Rodoljub Čolaković (1900–1983), z redom narodnega heroja odlikovan 27. novembra 1953.
- Savo Čolović (1911–1944), za narodnega heroja proglašen 24. julija 1953.
- Stevan Čolović (1910–1941), za narodnega heroja proglašen 14. decembra 1949.
- Jordan Čopela (1912–1942), za narodnega heroja proglašen 2. avgusta 1949.
- Bogoljub Čukić (1913–1943), za narodnega heroja proglašen 13. marca 1945.
- Čedomir Čupić Ljubo (1913–1942), za narodnega heroja proglašen 10. julija 1953.